# 石垣山一夜城歴史公園
石垣山一夜城歴史公園（いしがきやまいちやじょうれきしこうえん）は、神奈川県小田原市早川にある、石垣山一夜城の跡地を整備した公園。

## 概要
豊臣秀吉が小田原城攻撃の際に築城した石垣山城跡地を整備した公園。
1959年（昭和34年）の石垣山の国史跡指定の後、1988年（昭和63年）に小田原市は史跡部分を公有化。1990年（平成2年）に歴史公園として一般開放された。
公園内にある展望台からは、秀吉が制した小田原城や小田原の市街地そして相模湾等が一望できる。例年、10月中に「一夜城祭り」というイベントが開催されている。

## 歴史
- 1590年（天正18年）　豊臣秀吉が小田原征伐の際に陣城として築城
- 1936年（昭和11年）2月1日　富士箱根伊豆国立公園に指定
- 1959年（昭和34年）5月13日　「石垣山」として国指定の史跡に指定
- 1979年（昭和54年）11月　かながわの景勝50選に指定
- 1992年（平成4年）　かながわの公園50選に指定

## 交通アクセス
- JR東海道線早川駅から関白道（太閤道）を徒歩で登山30分。なお関白道において「石垣山に参陣した武将たち」という一人一人の武将に関する説明用の札が立てられている
- 箱根登山電車入生田駅から徒歩で50分
- JR東海道線早川駅または箱根登山電車箱根板橋駅からタクシーで10分
- 小田原駅からバスで公園入口まで（バスは春と秋の季節運行）
- 西湘バイパス早川ICまたは小田原厚木道路小田原西ICから車で公園入口まで（駐車場あり）